# Římskokatolická farnost Libuň
Římskokatolická farnost Libuň (lat. Libuna, něm. Libun) je církevní správní jednotka sdružující římské katolíky na území obce Libuň a v jejím okolí. Organizačně spadá do turnovského vikariátu, který je jedním z 10 vikariátů litoměřické diecéze.

## Historie farnosti
Datum založení farnosti není známo, ale již od roku 1344 byla v místě plebánie. Matriky jsou vedeny od roku 1680.

### Duchovní správcové vedoucí farnost
Začátek působnosti jmenovaného v duchovní správě farnosti od:
- Sidonius, † 1394
- 1394 Paulus
- 1407 Jacobus
- Pašek, † 1428
- 1428 Petrus
- 1574 Rafaël Chotěbořský
- 1672 Hyacinthus Hilarius OP
- 1673 Martinus Ehrenberger OP
- 1675 Nicolaus Josephus Kavka
- 1680 Paulus Franciscus Žďánský
- 1696 Wenceslaus Myslík, n. 1656, † 17. 9. 1697
- 1697 Christophorus Agerman
- 1711 Wenceslaus Ignatius Cipel, † 3. 3. 1724
- 27. 12. 1711 Christian Franciscus Leonard
- 29. 10. 1719 Martinus Josephus Hlava, n. 1689, † 25. 3. 1760
- 25. 4. 1760 Joannes Wenceslaus Kepert, † 27. 3. 1766
- 30. 5. 1766 Petrus Gerzabek, n. 1709, † 8. 12. 1766
- 30. 12. 1766 Mauritius Max, n. 1733 Prag. † 14. 2. 1797
- 24. 8. 1797 Wenc. Neplecha n. Jílové u Ph., † 10. 8. 1803
- 23. 8. 1803 Car. Gelinek, n. 10. 2. 1765 Kosmonosy, o. 30. 8. 1789, † 19. 5. 1823
  - do r. 1822 Karel Meinhard Zelinka[3] (snad jako kaplan; je však možné, že se jedná o záměnu jména Car. Gelinek)
- 11. 9. 1823 Antonín Marek, farář, n. 16. 9. 1785 Turnau, o. 30. 8. 1808, † 15. 2. 1877
- 1. 11. 1876 Vinc. Rameš, n. 13. 4. 1824 Viskeř, o. 25. 7. 1849, † 8. 8. 1892
- 1892 par. vacat, admin. int. Ernest. Rameš
- 16. 9. 1893 Jos. Turek, n. 9. 11. 1845 Dlouhá Lhota, o. 23. 7. 1870, † 18. 9. 1917
- 2. 12. 1894 Jos. Lexa, n. 10. 10. 1844 Doubravička, o. 20. 7. 1869, † 23. 2. 1917
- 21. 4. 1904 Anton. Čermák, n. 7. 1. 1852 Blahotice, o. 5. 7. 1876, † 4. 11. 1913
- 1906 par. vacat, admin. inter. Timoth. Řehák
- 1. 2. 1906 Franc. Xav. Portych, n. 21. 1. 1846 Lukavec, o. 21. 7. 1872, † 21. 4. 1918
- 1. 10. 1918 Josef Symon, n. 11. 7. 1861 Nový Dvůr, o. 27. 5. 1888, † 21. 1. 1921
- 1. 6. 1921 Josef Prokop Černý, n. 23. 10. 1883 Libošovice, o. 14. 7. 1907, † 8. 1. 1946
- 1. 2. 1946 František Kolář
- 1. 9. 1946 František Malý
- 1. 11. 1950 Josef Kovář
- 1. 2. 1968 Antonín Bratršovský, admin.[4]
- 1. 8. 1975 František Bílek, admin.
- 1. 3. 1996 František Kocman, admin. exc. z Rovenska pod Troskami
- 1. 3. 2019 Tomasz Dziedzic, admin. exc. z Rovenska pod Troskami[5]

## Území farnosti
Do farnosti náleží území obce:
- Březka
- Čímyšl
- Holenice (Holenitz[6])[p 1]
- Javornice – místní část Kněžnice
- Jinolice
- Jivany
- Kněžnice
- Libunec
- Libuň
- Pařezská Lhota
- Paseky
- Pekloves
- Svatý Petr – místní část Libuně
- Šidloby – místní část Libuně

## Římskokatolické sakrální stavby a místa kultu na území farnosti
| | Fotografie | Stavba             | Místo   | Bohoslužby                      | Zeměpisné souřadnice             | Status       | Číslo kulturní památky                       |
| Kostel | Kostel     | Kostel             | Kostel  | Kostel                          | Kostel                           | Kostel       | Kostel                                       |
| --- | ---------- | ------------------ | ------- | ------------------------------- | -------------------------------- | ------------ | -------------------------------------------- |
| 1. |            | Kostel sv. Martina | Libuň   | bližší informace o bohoslužbách | 50°29′55″ s. š., 15°17′55″ v. d. | farní kostel | 27491/6-1244 (Pk•MIS•Sez•Obr•WD) (Q24282783) |
| Kaple |            |                    |         |                                 |                                  |              |                                              |
| 2. |            | Kaple Panny Marie  | Šidloby | bližší informace o bohoslužbách | 50°30′3″ s. š., 15°18′40″ v. d.  | kaple        | —                                            |
| Některé drobné sakrální stavby a pamětihodnosti lze dohledat zde v databázi Drobné sakrální památky Zaniklé sakrální stavby lze dohledat zde v databázi Poškozené a zničené kostely, kaple a synagogy v České republice |            |                    |         |                                 |                                  |              |                                              |

Ve farnosti se mohou nacházet i další drobné sakrální stavby, místa římskokatolického kultu a pamětihodnosti, které neobsahuje tato tabulka.

## Příslušnost k farnímu obvodu
Z důvodu efektivity duchovní správy byl vytvořen farní obvod (kolatura) farnosti Rovensko pod Troskami, jehož součástí je i farnost Libuň, která je tak spravována excurrendo.